# FooL on CooL generation
『FooL on CooL generation』（フールオンクールジェネレーション）はアニメーション映画『フリクリ』のサウンドトラックのうち、the pillows担当楽曲のみを収録したものである。
収録曲14曲のうち、2曲は新曲であり、他の12曲は全て再録されている。CDブックレットでは再録の曲名の後ろに(Fool on cool version)と付けられている。
タイトルは、日本語だと「フリクリ世代」、海外だと「クールな世代のバカ野郎たち」というような意味でつけられている。

## 収録曲
1. Spiky Seeds
映画フリクリ・プログレ主題歌/新曲
2. I think I can
アルバム『Fool on the planet』収録/再録
3. サード アイ
アルバム『MY FOOT』収録/再録
4. MY FOOT
アルバム『MY FOOT』収録/再録
5. 天使みたいにキミは立ってた
アルバム『GOOD DREAMS』収録/再録
6. 白い夏と緑の自転車 赤い髪と黒いギター
アルバム『Thank you, my twilight』収録/再録
7. Freebee Honey
アルバム『PENALTY LIFE』収録/再録
8. ノンフィクション (Instrumental)
アルバム『MY FOOT』収録/再録/インストのみ
9. Fool on the planet
アルバム『Fool on the planet』収録/再録
10. LAST DINOSAUR
アルバム『HAPPY BIVOUAC』収録/再録
11. 昇らない太陽
アルバム『PENALTY LIFE』収録/再録
12. LITTLE BUSTERS
アルバム『LITTLE BUSTERS』収録/再録
13. Thank you, my twilight
アルバム『Thank you, my twilight』収録/再録
14. Star overhead
映画フリクリ・オルタナ主題歌/新曲